# 白竜湖
白竜湖（はくりゅうこ）は、山形県南陽市にある湖である。

## 解説
古代の置賜盆地に広がっていた湖の名残とされ、周辺には大谷地とよばれる湿地帯が南陽市から高畠町にかけて広がっている。白竜湖を挟んで南北方向に走る2本の断層があり、その間の凹地が湖盆として残り、目立った排出河川がなく次第に堆積が進んで現在の形になったとされる。1964年当時の最大水深は1.68mで、堆積作用などにより面積、水深とも減少傾向にある。
白竜湖の名前の由来に
- 赤湯の東正寺の若い僧に恋をした娘が添い遂げられないのを悲しみ、湖に身を投げ、白龍となって天に昇ったことから名付けられた[1]。
- 赤湯の遊女が若い僧に捨てられ、湖に身を投げて白龍になって昇った[1]。
- 雨乞いのため村の美女を龍神に捧げようと美女を無理矢理湖の底に沈め、沈められた女のすすり泣きが聞こえたこと[1]。
- あるとき日照り続きで水争いまで起こるようになってしまった。村人の雨乞いも効果がない。そこへ旅の僧がやってきて天に向かって三日三晩経文を唱えると、やがて雨が落ちてきて、湖から白竜が巻物をくわえて天に昇っていった[4]。
- 湖から立ち上る湯気（水蒸気）が龍に見えたことから「白龍湖」の名称がついた[1]。

と、さまざまな説がある。
臨雲亭跡の近くには、斎藤茂吉が白龍湖を詠んだ詩の案内板がある。また、白龍湖周辺の斜面はぶどう畑になっている。
国道13号や奥羽本線からも眺めることができる。